# Melike Şahin

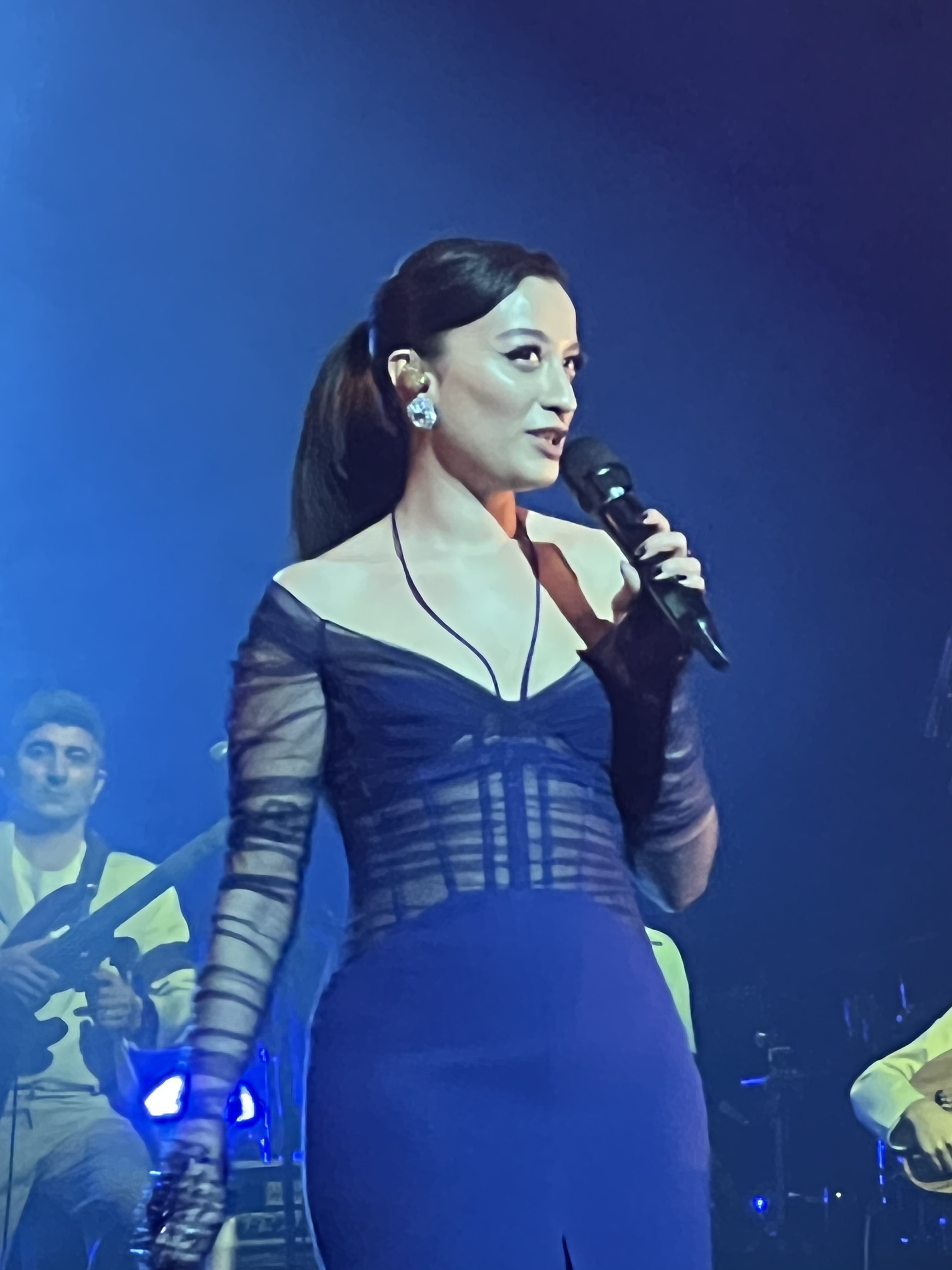
Melike Şahin

Melike Şahin (* 18. April 1989 in Istanbul) ist eine türkische Musikerin.

## Karriere
Şahins Familie stammt ursprünglich aus Divriği. Zudem besuchte sie die Beşiktaş Atatürk Anadolu Lisesi.
Im Jahr 2017 veröffentlichte sie erstmals eigene Singles. Ihr erstes Album Merhem erschien vier Jahre später.
In der Türkei hat Melike Şahin bereits mit Künstlern wie Baba Zula, Mabel Matiz, Gazapizm, Göksel oder Ceylan Ertem zusammengearbeitet.
Außerhalb des türkischen Raums entstand eine Kollaboration mit Shantel und mehrfach mit dem israelischen Musiker Kutiman. Im Jahr 2017 sang sie drei Songs zum Soundtrack des Films Djam von Tony Gatlif.
In ihrer bisherigen Musikkarriere machte Melike Şahin mit Singles wie Tutuşmuş Beraber, Nasır, Pusulam Rüzgar, Olur Mu oder Diva Yorgun auf sich aufmerksam. Der erste Song des Albums, Uykumun Boynunu Bükme, wurde im Januar 2021 als Werbesingle veröffentlicht.
Im Jahr 2023 gewann sie einen Altın Kelebek Award in der Kategorie Beste Künstlerin.

## Diskografie

### Alben
- 2021: Merhem
- 2024: Akkor

### Livealben
- 2022: İlk Konserler
- 2023: Harbiye 2022 (Live)

### Remixalben
- 2022: Merhem (Remixes)

### Singles
| - 2014: Delirdim Bak (mit Danslı Parti) - 2016: Der Saadet (mit Débruit) - 2017: Arapina (mit Cem Koklukaya) - 2017: Istemem Babacim (mit Cem Koklukaya & Daphné Patakia) - 2017: Cafe Aman (mit Ismail Cem) - 2017: Bi' Fırlatsam - 2017: Benİ Yalniz Koma (mit Boom Pam) - 2017: Deli Kan - 2018: Sevmek Suçsa Suçluyum - 2018: Tutuşmuş Beraber - 2018: Hepsi Geçti - 2018: Gözlerimdesin (mit Ahmet Ali Arslan) - 2019: Kimin Izdırabı - 2019: Sakla Beni (mit Kutiman) - 2019: Kara Orman - 2020: Geri Ver - 2020: Aşk Bitti - 2020: Kilitli Kapilar Acilsa (mit Hakan Taşıyan) - 2020: Seyrüsefer (mit Ceylan Ertem) - 2020: Elimi Tut (mit Kutiman) - 2020: Ukde (mit Ah! Kosmos) - 2021: Uykumun Boynunu Bükme | - 2021: Nasır - 2021: Öpmem Lâzım - 2021: Bedelini Ödedim - 2021: Tadım Tuzum (mit Kolektif İstanbul) - 2021: Pusulam Rüzgar (mit Mert Demir) - 2022: Kader Diyemezsin - 2022: Miras (mit Ah! Kosmos) - 2022: Isyan (mit Ko Shin Moon) - 2022: Alright Savica (mit Shantel) - 2022: Olur Mu (mit Gazapizm) - 2023: Ellerin Hani (mit Kutiman) - 2023: Pençe - 2023: Diva Yorgun (Cameoauftritt von Mabel Matiz) - 2023: Düldül (mit Mabel Matiz) - 2023: Sarıl Bana (mit Hey! Douglas) - 2023: Benden Geçti Ask - Live (mit Göksel) - 2024: Tükeniyor Ömrüm (mit Can Bonomo) - 2024: Durma Yürüsene - 2024: Ortak - 2024: Canın Beni Çekti - 2025: Beni Ancak |

Quelle:

### Gastauftritte
- 2014: İtaat Etme (von Baba Zula – Hintergrundstimme)
- 2014: Gariplere Yer Yok (von Baba Zula – Hintergrundstimme)
- 2014: Sinek Koca (von Baba Zula – Hintergrundstimme)
- 2019: Dışarda Kış (von Can Güngör – Hintergrundstimme)

## Auszeichnungen
- 2023: Altın Kelebek Award in der Kategorie Beste Sängerin